# Écorchement

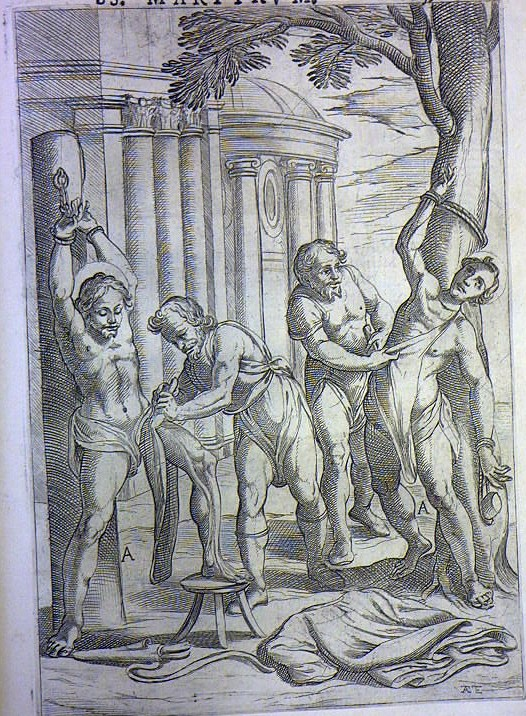
Écorchement de martyrs chrétiens.

L'écorchement est l'action de dépouiller un animal ou un être humain de sa peau. Cette technique peut être utilisée sur un humain comme une méthode de torture visant à le châtier ou à obtenir des aveux ; elle consiste à retirer l'entièreté ou une partie de la peau d’une personne condamnée (épiderme, derme, hypoderme), jusqu'au fascia musculaire (enveloppe des muscles).
Le bourreau découpait avec un objet tranchant le dessous des pieds, le sommet du crâne ou toute autre partie du corps et tirait sur la peau pour l'arracher. Sa chair ainsi mise à nue, le condamné pouvait mourir après plusieurs heures.
On trouve une de ses premières traces dans la mythologie grecque avec le martyre de Marsyas ou dans les Métamorphoses d'Ovide. Cette manière de supplicier était surtout utilisée durant l’Antiquité ou au Moyen Âge, en différents endroits du globe, notamment chez les peuples précolombiens, au Moyen-Orient ou chez les Romains. La torture par écorchement a été abolie en France en 1789 au moment de la Révolution française. Elle a été abolie en Angleterre en 1689 sous le règne de Guillaume III et Marie III. En revanche, aux États-Unis, l’abolition a été effective dans la plupart des États au cours du XIXe siècle.

## Occurrences historiques
Lors de la répression d’une révolte par le roi assyrien Assurnasirpal II, ce dernier aurait fait écorcher les chefs de la révolte et tapisser des murs avec leurs peaux. Une légende veut que l'empereur romain Valérien aurait été écorché vif et sa peau teinte en pourpre impériale.
Chez les Aztèques, dont le nom du dieu Xipe Totec signifie en nahuatl « seigneur des écorchés » ou « notre seigneur l’écorché », la fête du Tlacaxipehualiztli impliquait d'enlever la peau des sacrifiés pour la revêtir au cours des célébrations.
En Chine, parmi les multiples supplices du lingchi, figure l'écorchement à mort du condamné.
En décembre 1794, un chirurgien-soldat républicain aurait prélevé des peaux humaines sur des cadavres flottants dans la Loire à la suite des combats du Mans,.
Pendant la Seconde Guerre mondiale, des allégations ont circulé selon lesquelles les nazis avaient eu recours à l'écorchement sur des prisonniers de camps de concentration pour créer des abat-jour en peau humaine.
Parmi les victimes notables de l'écorchement figurent le satyre Marsyas (mythologie grecque), le juge Sisamnès (VIe siècle av. J.-C.), Saint Barthélémy (Ier siècle), les frères Philippe et Gauthier d'Aunay (XIVe siècle), le gouverneur Marcantonio Bragadin (XVIe siècle) et le sultan Muhammad al-Mutawakkil (XVIe siècle) (écorché après sa mort).

## Science et art
Au cours du XIXe siècle, les artistes puis les scientifiques étudient la figure de l'écorché dans le cadre de l'anatomie artistique, qui s'impose comme un exercice académique pratiqué dans les écoles des Beaux-Arts, en complément de la pratique du dessin sur modèle vivant, généralement sous la supervision de médecins. En 1655, Thomas Bartholin écrit un ouvrage traitant de l'écorchement : Anatomia Reformata.
L'observation de l'anatomie et la connaissance des écorchés est visible dans les études réalisées par le peintre Géricault pour son tableau intitulé Le Radeau de La Méduse. L'étude des écorchés se fait soit à travers les planches anatomiques, soit grâce aux sculptures, comme avec les études de Michel Chapuis, de David ou les différents dessins d'Odilon Redon d'après l'écorché de Houdon, bras tendu ou en version bras replié, l'Écorché combattant d'Eugène Caudron, ou même à partir de sculptures antiques comme le Gladiateur Borghèse ou le Doryphore.

## Dans les arts et la culture

### Peinture

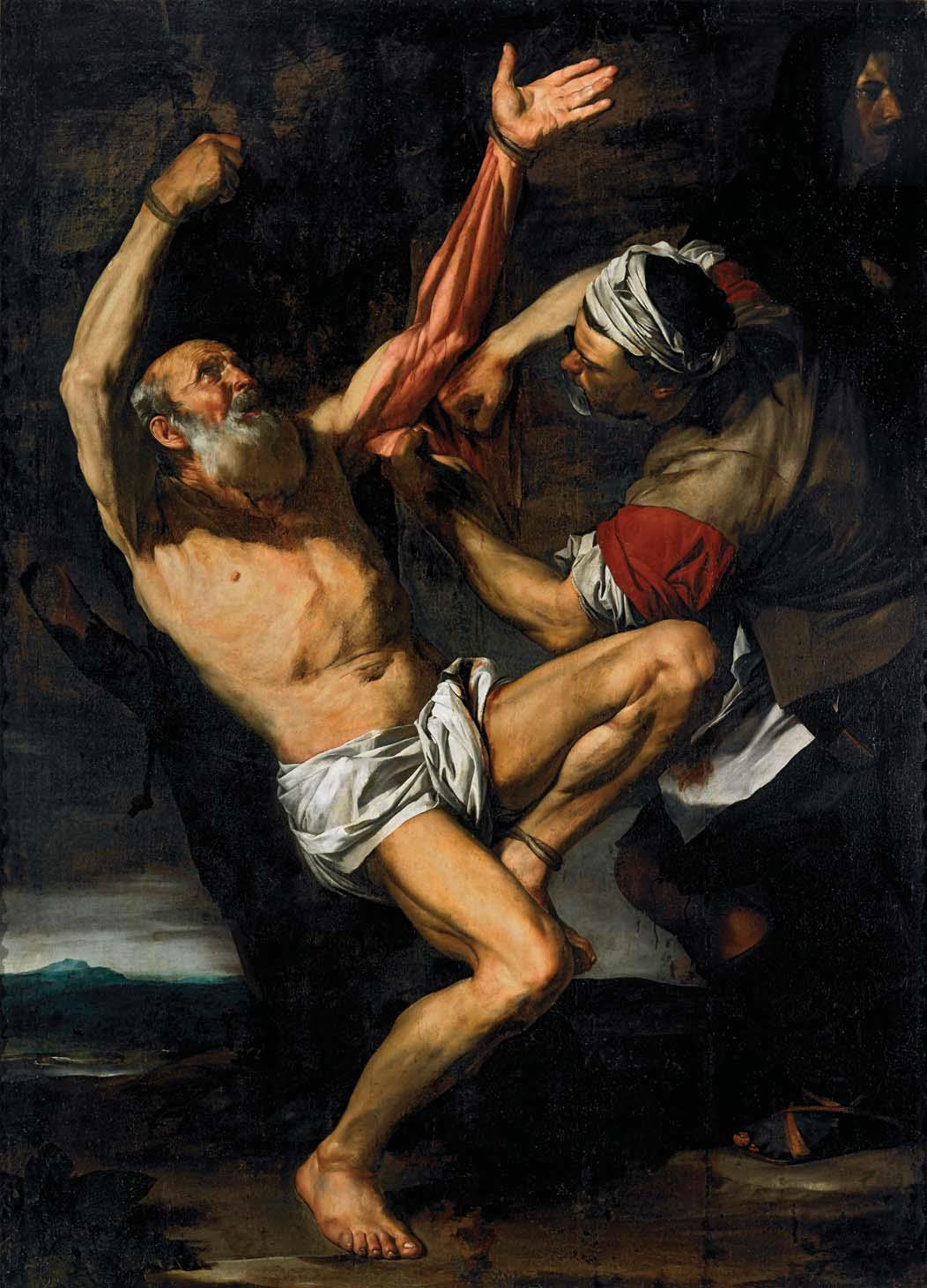
Martyre de saint Barthélemy, José de Ribera, collégiale Notre-Dame-de-l'Assomption, Osuna, province de Séville.

- Le mythe de Marsyas est le sujet de nombreux tableaux dépeignant son supplice qui consiste en un écorchement du satyre par Apollon[18].
- La mort de saint Barthélemy a inspiré plusieurs toiles dont Le Martyre de saint Barthélemy, réalisée entre 1640 et 1650 par Pasquale Chiesa, qui montre le saint se faisant à la fois écorcher et crucifier ou bien le Martyre de saint Barthélemy, peint en 1848 par Patritti Fidèle et conservé à Auzet. Dans Le Jugement dernier, Michel Ange représente saint Barthélemy tenant dans sa main son ancienne peau.
- Réalisé en 1498 par Gérard David, Le Jugement de Cambyse représente l'arrestation et l'écorchement à vif du juge persan Sisamnès.
- Dans Les Fresques du Jugement Dernier de la Coupole Cathédrale Santa Maria del Fiore à Florence peinte par Giorgio Vasari et Federico Zuccari, des damnés sont dépeints subissant l'écorchement.
- Planche anatomique : femme enceinte peint en 1765 par Jacques Gautier d'Agoty[19].
- Écorché est une étude de l'épaule reposant sur une table, peinte vers 1805 par Charles Landseer
- Peint entre 1800 et 1808 par Francisco de Goya, Cannibales préparant leurs victimes montre un homme écorchant sa victime suspendue par les pieds la tête en bas.
- Réalisée en 1886 par Vincent Van Gogh, Écorché agenouillé est une étude d'après un plâtre de l'écorché de Michel-Ange.

#### Cinéma
- 1919 : Un reportage tragique de Irvin Willat, le personnage principal se venge d'un capitaine de sous-marin allemand en l'écorchant vif.
- 1934 : Le Chat noir, vers la fin du film le Docteur Vitus Werdegast commence à écorcher Hjalmar Poelzig.
- 1970 : Les Dynamiteros, au début du film l'épouse du capitaine Victor Kaleb est écorchée vive par les Apaches.
- 1982 : Human lanterns, le tueur écorche ses victimes pour faire des lanternes avec leurs peaux.
- 1986 : Massacre à la tronçonneuse 2 Leatherface écorche à vif un homme.
- 1987 : 
  - Le Sorgho rouge, des soldats de l'Armée impériale japonaise écorchent un de leurs prisonniers.
  - Prédator, le Yautja écorche ses proies une fois capturées.
- 1989 : The Phantom of the Opera, le fantôme de l'Opéra écorche ses victimes pour remplacer constamment la peau de son visage.
- 1991 : 
  - Terminator 2 : Le Jugement dernier, le Terminator s'auto-inflige un écorchement du bras et de la main.
  - Le Silence des agneaux, le tueur en série baptisé Buffalo Bill, s'habille avec la peau de ses victimes.
- 1992 : Hellraiser 3, une jeune femme se fait instantanément écorcher vive.
- 1993 : Skinner d'Ivan Nagy, le tueur écorche une de ses victimes.
- 2004 : Action Man: Robot Atak, le personnage No face a perdu sa peau à la suite d'un accident nucléaire.
- 2006 : 
  - Massacre à la tronçonneuse : Le Commencement Leatherface écorche le bras de Dean.
  - Silent Hill, Pyramid Head écorche, à main nue et en un instant, une jeune femme.
- 2008 : 
  - Train de Gideon Raff un jeune homme se fait écorcher alors qu'il est inconscient.
  - Martyrs de Pascal Laugier, l'une des victimes est presque intégralement écorchée (seul le visage ne l'est pas).
- 2009 : Watchmen : Les Gardiens de Zack Snyder, lorsque Jon Osterman devient le Docteur Manhattan, son corps apparait sans peau.
- 2011 : Hostel, chapitre III de Scott Spiegel, un homme se fait enlever la peau du visage.
- 2008 : Return to Sleepaway Camp, à la fin du film, Michael, dont le passe-temps était de dépecer des grenouilles, est retrouvé écorché.
- 2020 : Hunter Hunter, l'un des personnages principaux écorche le visage et le haut du corps de l'homme qui a assassiné son mari et sa fille.
- 2023 : Blood & Gold de Peter Thorwarth, le lieutenant colonel von Starnfeld dissimule une partie de son visage dont la peau est arrachée.

#### Télévision

##### Série
- 1994 : Simpson Horror Show V, à la fin de l'épisode la Famille Simpson perd sa peau après avoir été en contact avec du gaz.
- 1997 : Buffy contre les vampires, au cours d'un épisode un jeune homme se fait écorcher vif dans les bois et dans un autre épisode un démon mange la peau de ses victimes.
- 2005 : Esprits Criminels dans l'épisode La voix des sages, un groupe d'étudiants mexicains se fait écorcher.
- 2010 : Mon voisin le Bob après que Tahiti Bob ait découpé son visage et celui de Walt Warren, leurs visages n'arrêtent pas de se détacher.
- 2011 : Game of Thrones, le blason de la famille Bolton est un écorché en croix.
- 2012 : 
  - I've Got You Under Your Skin dans l'épisode Le prix à payer, Suren écorche à vif Henry.
  - Regular Show dans l'épisode Les contes horrifiques du parc, Monsieur Muscle se fait écorcher entièrement.
- 2013 : 
  - Rick et Morty saison 3 épisode 5 Conspiration, à la fin de l'épisode Beth et Summer, devenues géantes, sont sans peau.
  - Vikings dans l'épisode 18 de la saison 4, le roi Ælle subit l'Aigle de sang, torture où la peau du dos est ouverte.
- 2014 : 
  - Gotham, après la mort apparente de Jeremiah Valeska, ses adeptes lui retirent la peau du visage.
  - Simpson Horror Show XXV, Bart Simpson se fait arracher la peau dans l'école de l'enfer.
- 2017 : Happy! dans l'épisode Il faut sauver la fête de Pâques, Scooter Sterling se fait écorcher vif.

### Sculpture

#### Statue
- Marsyas, marbre blanc sculpté en 150 après J.C. et découvert à Rome vers 1617-1619[20].
- Saint Barthélémy écorché marbre réalisé par Marco d'Agrate en 1562, conservé à la cathédrale de Milan[21].
- Apollon écorchant Marsyas par Antonio Corradini[22].
- L'écorché bras levé de Jean-Antoine Houdon en 1767, conservé au musée Fabre de Montpellier.
- Écorché dit de Michel-Ange, plâtre découvert au XIXe, conservé au musée Gustave-Moreau.

### Littérature

#### Bande dessinée
- 1972 : Dans la série pour adulte Genius, le méchant se déguise avec un costume d'écorché[23].
- 1986 : Dans Watchmen, le Docteur Manhattan apparait sans peau les jours suivant son incident.
- Dans l'Univers Marvel, le personnage de Crâne rouge n'a plus sa peau d'origine à la suite d'un écorchement.
- 2008 : Dans Joker de Brian Azzarello et Lee Bermejo, lorsque le Joker revient dans son bar, il fait écorcher un de ses subordonnés, sans toucher à la tête. Tout au long de Batman: Death of the Family, le Joker a la peau du visage retirée pour montrer que même sans son masque, il continue de rire.
- 2011 : Au début de Clive Barker's Hellraiser de Christopher Monfette et Clive Barkern, un prêtre se fait écorcher vivant.
- 2015 : Dans Harrow County Le garçon sans peau est le familier muet d'Emmy, qui transporte sa peau dans sa sacoche, lui chuchotant des secrets.
- 2018 : Dans Batman : Damned de Brian Azzarello, le personnage de Deadman apparait avec la peau écorché.
- 2020 : Dans le tome 2 Dagon de la série Les Licteurs d'Olivier Richard et Weilin Yang, des bacchantes torturent des soldats romains, dont l'écorchement, sous la supervision de Dionysos.

#### Encyclopédie
- Dans son Encyclopédie, Diderot figure un personnage masculin ayant subi un écorchement pour montrer son anatomie[24].

#### Enluminure
- Réalisée en 1467, l'enluminure Martyre des sept frères dépeint un groupe de jeunes garçons se faisant écorcher les jambes[25].

#### Manga
- Dans L’Attaque des Titans de Hajime Isayama, les Titans sont des créatures gigantesques, certains d'entre eux ont la peau entièrement retirée.

#### Poésie
- Dans les Métamorphoses, Ovide décrit en détails l'écorchement d'un homme[26].
- Une partie des écrits de Denis Vanier,portant sur le discours médical dans l’œuvre poétique, aborde l'écorchement[27].

#### Nouvelle
- Dans La Main d'écorché (1875), Guy de Maupassant met en scène un jeune homme qui devient le propriétaire d'une main d'écorché[28].
- En 1894, Alphonse Allais écrit Un rajah qui s’embête (conte d'Extrême-Orient) où un rajah ordonne à une danseuse de se dévêtir entièrement jusqu'à ce qu'il ordonne qu'on lui retire aussi sa peau[29].

#### Roman
- 1931 : Dans Gog de Giovanni Papini, un ancien bourreau explique avec nostalgie son regret que l'écorchement ne soit plus pratiqué et se remémore les moments où il pratiquait cette technique.
- 1981 : Dans The Anatomy of Desire de John Theureux, un homme qui a été écorché est toujours en vie.
- 1985 : Dans La Flûte ensorceleuse de Nancy Kress, il est expliqué qu'à Veliano, la mort par écorchement est réservée aux envoûteurs.
- 1988 : Dans Le Silence des agneaux de Thomas Harris, le tueur n'écorche pas entièrement ses victimes mais attaque soit leurs cuisses soit leur dos.
- 1991 : Dans la saga Le Trône de fer de George R. R. Martin, la maison Bolton de Fort-terreur a pour emblème un écorché, en référence à la méthode de torture pratiquée par cette famille.
- 1992 : Dans Classic Singapore Horror Stories de Damien Sin, un chirurgien plasticien écorche sa propre fille pour lui montrer que la vraie beauté est intérieure.
- 2002 : Dans Katie Maguire de Graham Masterton, un personnage enlève des jeunes femmes pour les écorcher vives, en commençant par les jambes puis les bras.
- 2005 : Dans L'Epave de Serge Brussolo, il est expliqué que des pirates écorchaient vifs leurs ennemis pour fabriquer des voiles avec la peau récupérée.
- 2007 : Dans Un monde sans fin de Ken Follett, un pilleur d'église est condamné à l'écorchement et l'opération par le tanneur de la ville est décrite en détails.